# 헤로데 사두정치
헤로데 사두정은 기원전 4년 헤로데 1세의 서거 이후 형성되었는데, 그의 왕국은 사두정치로 상속되었다. 그의 아들 헤로데 아르켈라오스, 헤로데 안티파스, 헤로데 빌립보로 나뉘었고, 헤로데의 누이 살로메 1세는 곧 얌니아 지방을 통치했다. 기원전 6년 헤로데 아르켈라오스가 퇴위하자 그의 영토(유다, 사마리아, 에돔)는 로마의 속주로 탈바꿈했다. 기원후10년에 살로메 1세가 사망함에 따라, 그녀의 영역도 그 지방에 편입되었다.